# Pterospermum parvifolium
Pterospermum parvifolium är en malvaväxtart som beskrevs av Friedrich Anton Wilhelm Miquel. Pterospermum parvifolium ingår i släktet Pterospermum och familjen malvaväxter. Inga underarter finns listade i Catalogue of Life.